# Stazione di Casale Monferrato
Stazione di Casale Monferrato vasútállomás Olaszországban, Casale Monferrato településen.

## Vasútvonalak
Az állomást az alábbi vasútvonalak érintik:
- Chivasso–Alessandria-vasútvonal
- Castagnole-Asti-Mortara-vasútvonal
- Vercelli–Casale Monferrato-vasútvonal

## Kapcsolódó állomások
A vasútállomáshoz az alábbi állomások vannak a legközelebb:
- Casale Popolo railway station
- Stazione di Borgo San Martino
- Terranova Monferrato railway station
- San Giorgio Casale railway halt